# Ulm Challenger 1996
Lo Ulm Challenger 1996 è stato un torneo di tennis facente parte della categoria ATP Challenger Series nell'ambito dell'ATP Challenger Series 1996. Il torneo si è giocato a Ulma in Germania dal 1° al 7 luglio 1996 su campi in terra rossa.

## Vincitori

### Singolare
Kris Goossens ha battuto in finale  Karim Alami con il punteggio di 6–4, 6–0

### Doppio
Karsten Braasch /  Jens Knippschild hanno battuto in finale  Ģirts Dzelde /  Aleksandar Kitinov con il punteggio di 7–5, 6–3